# Ptychomitrium
Ptychomitrium là một chi rêu trong họ Ptychomitriaceae.